# Eleição municipal de Ipatinga em 2016
A eleição municipal de Ipatinga em 2016 foi realizada para eleger um prefeito, um vice-prefeito e 19 vereadores no município de Ipatinga, no estado brasileiro de Minas Gerais. Foram eleitos) e  para os cargos de prefeito(a) e vice-prefeito(a), respectivamente. Seguindo a Constituição, os candidatos são eleitos para um mandato de quatro anos a se iniciar em 1º de janeiro de 2017. A decisão para os cargos da administração municipal, segundo o Tribunal Superior Eleitoral, contou com 183 169 eleitores aptos e 38 343 abstenções, de forma que 20.93% do eleitorado não compareceu às urnas naquele turno.

## Resultados

### Eleição municipal de Ipatinga em 2016 para Prefeito
A eleição para prefeito contou com 6 candidatos em 2016: Roberto Carlos Muniz do Avante, Eduardo Figueiredo Rocha do Partido Socialista Brasileiro, Sebastião de Barros Quintão do Movimento Democrático Brasileiro (1980), Robinson Ayres Pimenta do Partido Socialismo e Liberdade, Cecília Ferramenta do Partido dos Trabalhadores, Daniel Cristiano Souza do Partido Comunista Brasileiro que obtiveram, respectivamente, 14 976, 5 994, 68 810, 643, 19 875, 17 128 votos. O Tribunal Superior Eleitoral também contabilizou 20.93% de abstenções nesse turno.
| Candidato(a)                      | Vice                                 | Coligação                                      | Votos recebidos | Percentual |
| --------------------------------- | ------------------------------------ | ---------------------------------------------- | --------------- | ---------- |
| Sebastião de Barros Quintão (MDB) | Jesus Nascimento da Silva            | Uai - União e Amor a Ipatinga                  | 68810           | 54%        |
| Cecília Ferramenta (PT)           | Agnaldo Giovani Bicalho              | Partido dos Trabalhadores (sem coligação)      | 19875           | 15.6%      |
| Daniel Cristiano Souza (PCB)      | Paulo Renato de Andrade              | Partido Comunista Brasileiro (sem coligação)   | 17128           | 13.44%     |
| Roberto Carlos Muniz (AVANTE)     | Joao Francisco Souza Neto            | Ipatinga no Coração                            | 14976           | 11.75%     |
| Eduardo Figueiredo Rocha (PSB)    | Eloiza de Fátima Souza Dalla Vecchia | Ipatinga Quer Mudança                          | 5994            | 4.7%       |
| Robinson Ayres Pimenta (PSOL)     | Lucas Antonio Portuense              | Partido Socialismo e Liberdade (sem coligação) | 643             | 0.5%       |

### Eleição municipal de Ipatinga em 2016 para Vereador
Na decisão para o cargo de vereador na eleição municipal de 2016, foram eleitos 19 vereadores com um total de 131 511 votos válidos. O Tribunal Superior Eleitoral contabilizou 6 248 votos em branco e 7 067 votos nulos. De um total de 183 169 eleitores aptos, 38 343 (20.93%) não compareceram às urnas.
| Nome                            | Partido político                           | Coligação                                           | Votos recebidos | Percentual |
| ------------------------------- | ------------------------------------------ | --------------------------------------------------- | --------------- | ---------- |
| Antonio José Ferreira Neto      | Movimento Democrático Brasileiro (MDB)     | Movimento Democrático Brasileiro (sem coligação)    | 3021            | 2.3%       |
| Ademir Claudio Dias             | Partido Republicano da Ordem Social (PROS) | Partido Republicano da Ordem Social (sem coligação) | 2678            | 2.04%      |
| Nardyello Rocha de Oliveira     | Movimento Democrático Brasileiro (MDB)     | Movimento Democrático Brasileiro (sem coligação)    | 2657            | 2.02%      |
| Rogerio Antonio Bento           | Partido Social Liberal (PSL)               | Ipatinga Quer Mudança                               | 2588            | 1.97%      |
| Osimar Barbosa Gomes            | Partido Social Cristão (PSC)               | Juntos Somos Mais                                   | 2528            | 1.92%      |
| Marcia Perozini da Silva Castro | Movimento Democrático Brasileiro (MDB)     | Movimento Democrático Brasileiro (sem coligação)    | 2506            | 1.91%      |
| Jadson Heleno Moreira           | Solidariedade (SD)                         | Juntos por Ipatinga                                 | 2445            | 1.86%      |
| José Geraldo de Andrade         | Avante (AVANTE)                            | Juntos por Ipatinga                                 | 2390            | 1.82%      |
| Franklin Campos de Meireles     | Avante (AVANTE)                            | Juntos por Ipatinga                                 | 2250            | 1.71%      |
| Paulo Cezar dos Reis            | Partido Republicano da Ordem Social (PROS) | Partido Republicano da Ordem Social (sem coligação) | 2112            | 1.61%      |
| Rita de Cassia Souza Carvalho   | Partido Socialista Brasileiro (PSB)        | Ipatinga Quer Mudança                               | 1932            | 1.47%      |
| Luiz Marcio Rocha Martins       | Partido Trabalhista Cristão (PTC)          | Partido Trabalhista Cristão (sem coligação)         | 1888            | 1.44%      |
| Wanderson Silva Gandra          | Partido Social Cristão (PSC)               | Juntos Somos Mais                                   | 1762            | 1.34%      |
| Lene Teixeira Sousa Gonçalves   | Partido dos Trabalhadores (PT)             | Partido dos Trabalhadores (sem coligação)           | 1675            | 1.27%      |
| Sebastião Ferreira Guedes       | Partido dos Trabalhadores (PT)             | Partido dos Trabalhadores (sem coligação)           | 1654            | 1.26%      |
| Vanderson Jose da Silva         | Partido Republicano da Ordem Social (PROS) | Partido Republicano da Ordem Social (sem coligação) | 1576            | 1.2%       |
| Antonio Alves de Oliveira       | Partido Comunista do Brasil (PCdoB)        | A Força da União                                    | 1546            | 1.18%      |
| Gilmar Ferreira Lopes           | Partido Trabalhista Cristão (PTC)          | Partido Trabalhista Cristão (sem coligação)         | 1414            | 1.08%      |
| Adiel Fernandes de Oliveira     | Partido Verde (PV)                         | A Força da União                                    | 1298            | 0.99%      |